# Тайвань-Таоюань (аэропорт)
Тайваньский международный аэропорт Таоюань (кит. трад. 臺灣桃園國際機場, (ИАТА: TPE, ИКАО: RCTP) — международный аэропорт, расположенный на территории города центрального подчинения Таоюань Китайской Республики. Является самым загруженным из трёх тайваньских аэропортов, из которых выполняются международные рейсы. В аэропорту находятся базы авиакомпаний China Airlines и EVA Air, для обеих аэропорт является хабом. Открытый в 1979 году, до 2006 года аэропорт носил название Международный аэропорт имени Чана Кайши.

## Происхождение названия
Аэропорт, запроектированный как Международный аэропорт Таоюань, до 2006 года носил имя президента Тайваня Чан Кайши. На китайском прежнее название буквально переводилось «Международный аэропорт Чжунчжэн», так как Чжунчжэн было одним из имён Чан Кайши, использовавшимся с 1910-х годов. По аналогии с Международным аэропортом Вашингтон имени Рональда Рейгана и мысом Кеннеди в США, название, данное в честь политика использовалось далеко не всеми людьми. На Тайване Чан Кайши ассоциировался с Гоминьданом и долгими годами авторитарного правления. Местные власти уезда Таоюань и члены оппозиционных партий часто называли аэропорт, «Международный аэропорт Таоюань». Службы новостей и местные жители часто называли его «Аэропорт Таоюань Чжунчжэн».
После того, как к власти пришёл президент Чэнь Шуйбянь, 6 сентября 2006 года официальное название было изменено на Международный аэропорт Тайвань Таоюань. Представители оппозиционного Гоминьдана предложили не удалять из названия имя прежнего лидера, предложив название «Международный аэропорт Тайвань Таоюань имени Чан Кайши».
Средства массовой информации материкового Китая пользуются названием «Международный аэропорт Таоюань».

## История
В 1970-х годах аэропорт Тайбэя — Аэропорт Тайбэй-Суншань — стал перегруженным, однако он не мог быть расширен. Это стало причиной строительства нового аэропорта.
Новый аэропорт был открыт (с Терминалом 1) 21 февраля 1979 года и был одним из десяти крупнейших проектов, принятых правительством в 1970-х годах. Первоначально предполагалось, что аэропорт будет носить название Международный аэропорт Таоюань, однако был переименован в Международный аэропорт имени Чан Кайши.
Аэропорт стал главным хабом China Airlines, флагманским перевозчиком Тайваня, а также частной авиакомпании EVA Air, которая начала функционирование в начале 1990-х. Перегруженность аэропорта привела к необходимости строительства Терминала 2, который открылся 29 июля 2000 года, тогда была открыта половина гейтов терминала. EVA Air стала первой авиакомпанией, работающей в Терминале 2. Вторая половина гейтов была открыта 21 января 2005 года для China Airlines. Существуют планы строительства третьего терминала, который бы заменил стареющий Терминал 1..

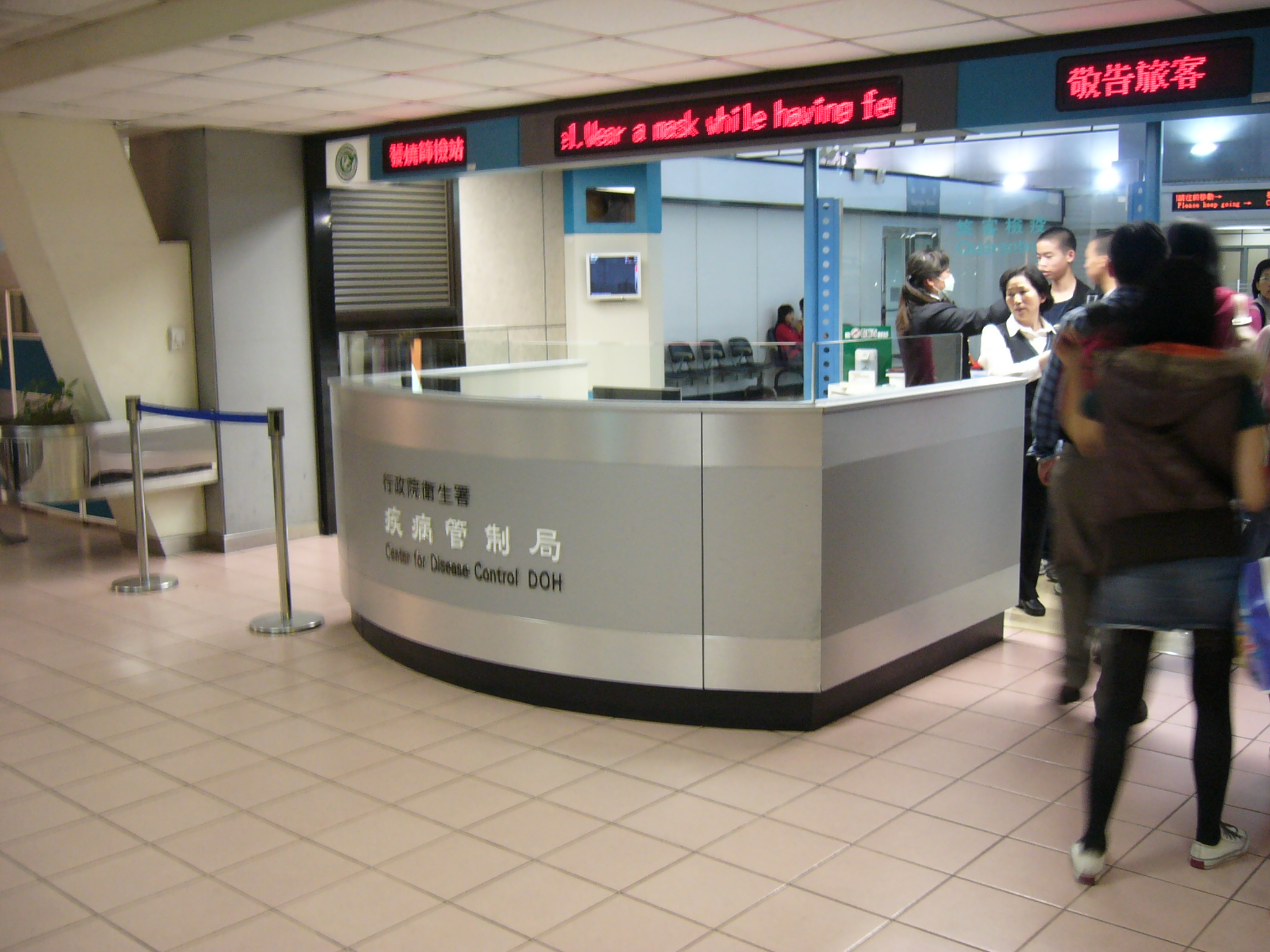
Пункт контроля SARS в Терминале 1 Международного аэропорта Тайвань Таоюань.

Планируется строительство железнодорожной системы, которая свяжет терминалы между собой и аэропорт с метрополитеном Тайбэя.
В январе 2006 года был создан Сервисный центр иностранных рабочих, который стал предоставлять услуги по погрузке и разгрузке, на которых задействованы трудовые мигранты.

### Инциденты
28 ноября 1987 года самолёт рейса 295 разбился в Индийском океане недалеко от острова Маврикий на пути в Йоханнесбург из аэропорта Тайваня. Все 159 человек на борту погибли.
16 февраля 1998 года самолёт рейса 676, прибывавший из Международного аэропорта Денпасар-Бали, Индонезия, разбился во время посадки в плохих метеоусловиях. Погибли все 196 человек на борту и 7 на земле.
31 октября 2000 года самолёт рейса 006, летевший по маршруту Сингапур-Тайбэй-Лос-Анджелес разбился во время взлёта в Тайбэе. Погибло 82 человека.
25 мая 2002 года самолёт рейса 611 из Тайваня в Гонконг разбился, погибли все 225 человек на борту.

## Авиакомпании и назначения

### Терминал 1

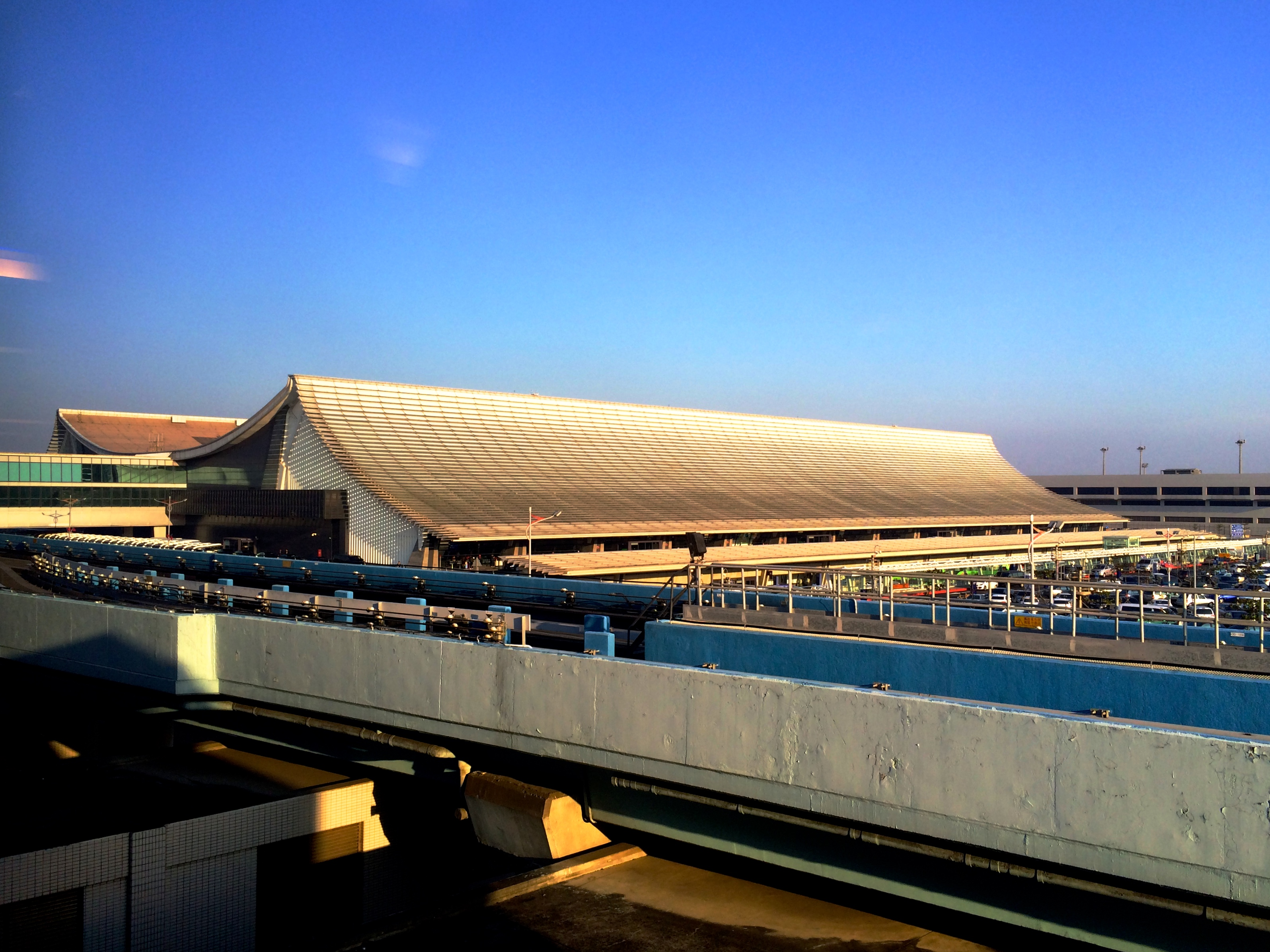
Терминал 1.

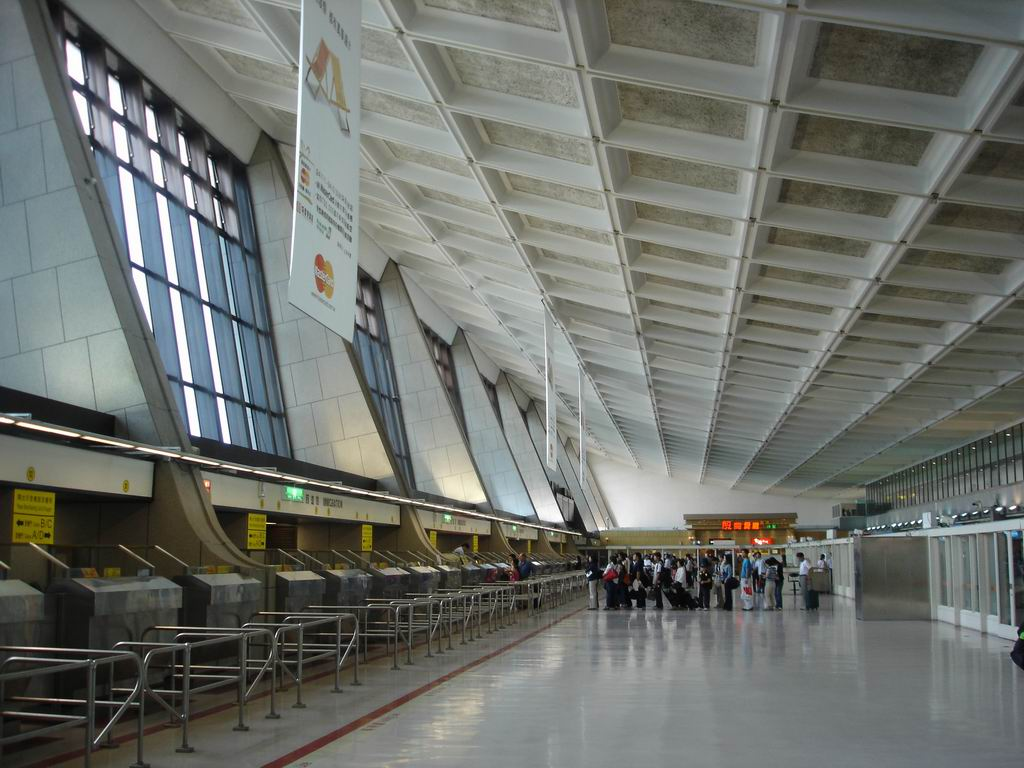
Паспортный контроль в зоне вылета Терминала 1

Терминал 1 был первым пассажирским терминалом Международного аэропорта Тайвань Таоюань. Терминал был открыт одновременно с аэропортом в 1979 году, и должен был разгрузить другой аэропорт — Тайбэй Соншан. Все международные рейсы были переведены в новый аэропорт и обслуживались в этом терминале. В Терминале 1 имел 22 гейта. Ряд из 11 гейтов расположен в северной части аэродрома лицом к северной ВПП, а другие 11 — в южной части и обращены к южной ВПП. Два зала, где расположены гейты, соединены друг с другом через главное здание, где расположены стойки регистрации, багажные ленты, паспортный иммиграционный контроль и контрольно-пропускные пункты. Сверху Терминал 1 представляет собой большую букву «H». Все гейты оборудованы телетрапами. Гейты, расположенные в концах залов оборудованы одним телетрапом, остальные — двумя. При открытии терминал был белого цвета, однако со временем из-за загрязнения воздуха он приобрёл жёлтый цвет.
Проходит реконструкция Терминала 1 стоимостью 42 млн долл, она завершится в 2010 году. В результате терминал приобретёт новый дизайн, разработанный японским архитектором Норихико Дан, станет современным интерьер. В результате терминал сможет работать в позднее время, что позволит снизить нагрузку в часы пик.
Прообразом Терминала 1 стал главный терминал Международного аэропорта Вашингтон имени Даллеса.
После постройки Терминала 2 некоторые гейты Терминала 1 были ликвидированы, чтобы освободить место для Терминала 2. В настоящее время в Терминале 1 функционирует 18 гейтов.
После завершения строительства Терминала 1 была введена буквенная идентификация. Северный зал стал называться Залом A, а Южный — Залом B. До строительства Терминала 2 гейты нумеровались с 1 по 22.
China Airlines совершает из Терминала 1 рейсы в Европу, Юго-восточную Азию и Южную Корею.
Авиакомпании, обслуживающиеся в Терминале:
- Air Macau (Макао)
- Cathay Pacific (Фукуока, Гонконг, Нагоя-Центрэйр, Осака-Кансай, Сеул-Инчхон, Токио-Нарита)
- Cebu Pacific (Манила)
- China Airlines (Абу-Даби [до 31 мая], Амстердам, Бангкок-Суварнабхуми, Каирнс [Сезонный], Цебу, Ченгу [сезонный], Чан Май, Тэгу [сезонный], Дели, Денпасар/Бали, Франкфурт, Ханой, Хошимин, Гаосюн, Гонконг, Джакарта, Калибо, Куала-Лумпур-Сепанг, Манила, Палау, Пенан, Пномпень, Пхукет, Рим-Фиумичино, Сеул-Инчхон, Сингапур, Сурабайя, Вена, Янгон)
- Jetstar Asia (Сингапур)
- Korean Air (Сеул-Инчхон)
- Malaysia Airlines (Кота Кинамбалу, Куала-Лумпур-Сепанг, Лос-Анджелес)
- Mandarin Airlines (Асахикава, Хакодатэ, Каосин)
- Philippine Airlines (Манила)
- Spirit of Manila Airlines (Кларк) [со 2 апреля]
- Thai Airways International (Бангкок, Гонконг, Пхукет, Сеул-Инчхон)
- TransAsia Airways (Ангкор, Пусан, Чеджу, Макао, Муан)
- Vietnam Airlines (Ханой, Хошимин)

### Терминал 2

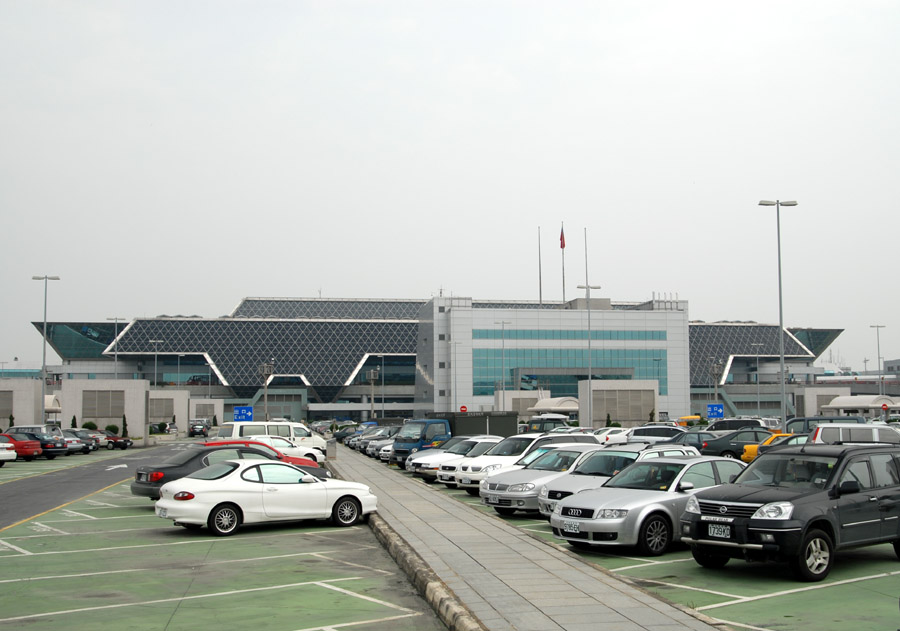
Терминал 2

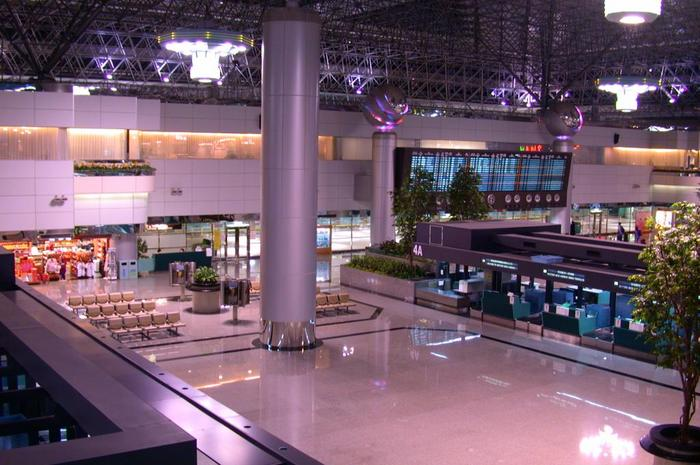
Вид Терминала 2

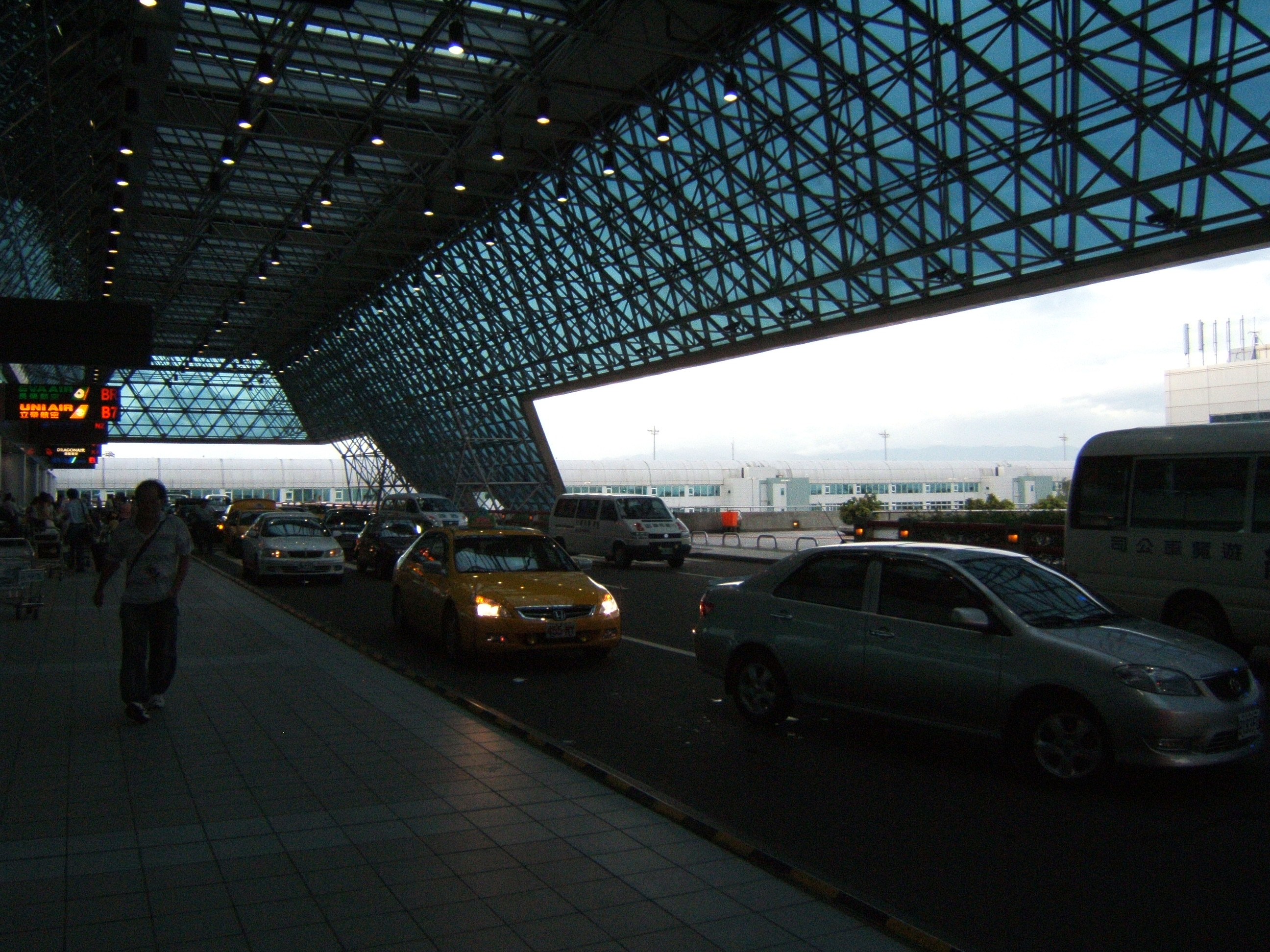
Терминал 2, зона вылета

Терминал 2 был открыт в 2000 году, чтобы разгрузить перегруженный устаревающий Терминал 1. К моменту открытия Терминала 2 было завершено строительство только Южного зала. В Южном зале 10 гейтов, в каждом из них по 2 телетрапа и собственные контрольно-пропускные пункты. Северный зал был открыт в конце 2005 года, увеличив количество гейтов Терминала 2 до; контрольно-пропускные пункты были перенесены к центру от паспортного контроля.
Южный и Северный Залы также носят названия Зал C и Зал D соответственно. Терминалы 1 и 2 связаны двумя короткими травелаторами, один — из Зала А в D, другой — из B в C.
China Airlines совершают рейсы в США, Канаду, Австралию, Японию, Гуам и материковый Китай (чартеры) из Терминала 2.
Авиакомпании, обслуживающиеся в Терминале:
- All Nippon Airways (Сеул-Инчхон, Токио-Нарита)
- Asiana Airlines (Сеул-Инчхон)
- China Airlines (Анкоридж, Брисбен, Фукуока, Гуам, Хиросима, Гонолулу, Лос-Анджелес, Нагоя-Центрэйр, Нью-Йорк-JFK, Окинава, Осака-Кансай, Сан-Франциско, Саппоро-Титосе, Сидней, Токио-Нарита, Ванкувер)
- Dragonair (Гонконг)
- EVA Air (Амстердам, Бангкок-Суварнабхуми, Брисбен, Денпасар/Бали, Фукуока, Ханой, Хошимин, Гонконг, Джакарта, Комацу, Куала-Лумпур-Сепанг, Лондон-Хитроу, Лос-Анджелес, Макао, Манила, Миядзаки, Нагоя-Центрэйр, Ньюарк, Осака-Кансай, Париж-Шарль-де-Голль, Пномпень, Сан-Франциско, Саппоро-Титосе, Сиэтл/Такома, Сендай, Сеул-Инчхон, Сингапур, Сурабая, Токио-Нарита, Ванкувер, Вена)
- Japan Airlines (Нагоя-Центрэйр, Осака-Кансай, Токио-Нарита)
- KLM (Амстердам, Бангкок-Суварнабхуми)
- Northwest Airlines (Токио-Нарита)
- Singapore Airlines (Сингапур)
- United Airlines (Токио-Нарита)

### Чартерные рейсы в Китай
- Air China (Пекин-Столичный, Чунцин, Шанхай-Пудун, Тяньцзинь)
- China Airlines (Пекин-Столичный, Гуанчжоу, Ханчжоу, Наньцзин, Шанхай-Пудун, Шэньчжэнь)
- China Eastern Airlines (Куньмин, Шанхай-Пудун, Ухань)
- China Southern Airlines (Гуанчжоу, Шэньчжэнь)
- EVA Air (Пекин-Столичный, Гуанчжоу, Ханчжоу, Шанхай-Пудун)
- Mandarin Airlines (Пекин-Столичный, Гуанчжоу, Ханчжоу, Шанхай-Пудун)
- Shandong Airlines (Циндао)
- Uni Air (Шанхай-Пудун)

### Грузовые авиакомпании
- Air Macau (Макао)
- Cargolux (Бангкок-Суванабхуми, Баку, Будапешт, Кувейт, Люксембург)
- Cathay Pacific Cargo
- China Airlines Cargo (Абу-Даби, Анкоридж, Атланта, Бангкок-Суванабхуми, Даллас/Форт-Уэрт, Гуанчжоу, Хьюстон-Интерконтинентальный, Куала-Лумпур-Сепанг, Люксембург, Манчестер, Нэшвилл, Стокгольм-Арланда)
- DHL (оператор Air Hong Kong)
- Dragonair
- Emirates SkyCargo (Дубай)
- EVA Air Cargo
- FedEx Express
- Japan Airlines (Осака-Кансай, Токио-Нарита)
- MASkargo (Куала-Лумпур-Сепанг)
- NWA Cargo
- Pacific East Asia Cargo Airlines (Кларк)
- Singapore Airlines Cargo
- TransGlobal Airways (Кларк)
- UPS Airlines

## Транспорт
- Автобус: существует автобусное сообщение с Тайбэем, Таоюанем, Джонгли, Тайчжуном и станцией железной дороги. Автобусные остановки расположены у обоих терминалов.
- Аренда автомобилей: доступна в обоих терминалах.
- Метрополитен: в марте 2017 введена в эксплуатацию линия скоростного сообщения (метро) Аэропорт Таоюань - Тайбэй.

## Музей Авиации
Музей Авиации Чжунчжэн (кит. трад. 中正航空科學館) расположен в юго-восточной части аэропорта между главным выездом на шоссе и терминалами. Он был построен в 1981 году компанией Boeing по договору с Администрацией гражданской аэронавтики Тайваня. Здесь представлены списанные истребители ВВС Тайваня. Музей Авиации Чжунчжэн — единственный крупный музей авиации на Тайване.